# Jaswant Singh Rajput
Jaswant Singh Rajput (10. kolovoza 1923. – 25. siječnja 1980.) je bivši indijski hokejaš na travi. 
Osvojio je zlatno odličje igrajući za Indiju na hokejaškom turniru na Olimpijskim igrama 1948. u Londonu.

## Vanjske poveznice
- Indijska olimpijska povijest